# الشاطر حسن (فلم)
الشاطر حسن هو فيلم غنائي مصري من إنتاج سنة 1948.

## قصة الفيلم
يسعى الوالي للقبض على «المجرم الخطير» الشاطر حسن، ويحدث أن يتقابل الشاطر حسن مع ابنة الوالي فيحبان بعضهما. وتطلب الابنة من أبيها إمهال حسن حتى يُرفع أمره إلى السلطان، وأثناء ذلك تسنمر قصة الحب، ثم يطلب السلطان حسن، فتقنع الابنة والدها الوالي بمصاحبته إليه.

## الأغاني
الفيلم من تمثيل نجمة الغناء نجاة علي، وألف أغاني الفيلم جليل البنداري، ولحنها محمود الشريف.

## مصدر
1. 1 2  محمود قاسم، موسوعة الأفلام الروائية في مصر والعالم العربي، الجزء الثاني، الهيئة المصرية العامة للكتاب، 2006، ص 13.

## روابط خارجية
- مقالات تستعمل روابط فنية بلا صلة مع ويكي بيانات
- الشاطر حسن على الدهليز